# Хёрхаузен
Хёрхаузен (нем. Hörhausen) — населённый пункт в Швейцарии, в кантоне Тургау.
Входит в состав округа Фрауэнфельд. Находится в составе коммуны Хомбург. Население составляет 600 человек.